# Modehaus
Der Begriff Modehaus bezeichnet traditionell ein oft von einem Couturier begründetes Unternehmen, das hochwertige Bekleidung selbst entwirft, herstellt und unter dem eigenen Markennamen präsentiert. Das Aushängeschild eines jeden Modehauses sind die jährlichen Modeschauen im Frühjahr und Herbst. Hier werden die neuesten Kreationen oft von Top-Models der Fachpresse und dem Kundenkreis präsentiert.

## Definition
In Anlehnung an den englischen Begriff fashion house oder den französischen Ausdruck maison de couture (beide wörtlich: Modehaus) werden im Deutschen Sprachraum international renommierte Couturiers und Modeschöpfer (bspw. Chanel, Dior, Jil Sander, Armani, Versace) als Modehäuser bezeichnet.
Modehäuser befinden sich in der Regel in den Mode-Quartieren der Mode-Städte. Legendär sind die Häuser in Paris und Mailand, aber auch London und New York. Zu nennen sind die Häuser Balmain, Chanel, Christian Dior, Lanvin, Madame Grès, Christian Lacroix, Emanuel Ungaro, Givenchy, Jean Louis Scherrer, Jean-Paul Gaultier, Valentino, Óscar de la Renta und Yves Saint Laurent. 
2009 durften elf Modehäuser ihre Kreationen Haute Couture nennen.
Das Modehaus ist nicht zu verwechseln mit einem reinen Handelsunternehmen, dem Warenhaus, einer Boutique oder dem Einzelhandel, dessen Geschäft nur der Ein- und Verkauf ist.
In den 20er Jahren nannten sich hochpreisige Textil-Fachgeschäfte, die ihren Kunden regelmäßig Modenschauen anboten, auch Modehaus. In den 60er Jahren kam der Begriff „Boutique“ in Mode. Boutiquen boten damals oft ein Sortiment für die jüngere Kundschaft an.
Auch große Modeunternehmen, besonders international renommierte Modefirmen (bspw. Burberry) werden mitunter als Modehäuser bezeichnet.